# フォアアールベルク州

フォアアールベルク州
Vorarlberg（Vorarlbearg）

フォアアールベルク州（標準ドイツ語・オーストリアドイツ語（オーストリア語）：Vorarlberg [foːɐ̯ˈarlbɛrk] ( 音声ファイル), アレマン語（オーストリアアレマン語）：Vorarlbearg（フォラールベアーク））は、オーストリアの最西部の連邦州。かつてはrを母音化しない古典的舞台ドイツ語発音にもとづき、フォルアルルベルク州と転写されていた。

## 地理

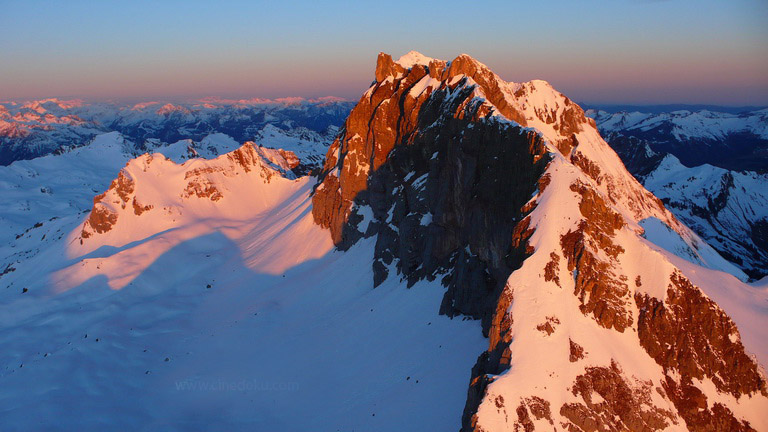
アールベルク(Arlberg)の峠

ウィーン州についで2番目に狭い州で、人口37万6347人（2013年末）、面積2601平方km。
州都はブレーゲンツ、最大の都市はドルンビルン。東はチロル州のロイテ郡およびランデック郡、北はドイツのバイエルン州南西部のバイエルン・シュヴァーベン地方、西はリヒテンシュタイン公国と、西と南はスイスのザンクト・ガレン州・グラウビュンデン州（ドイツ語圏、ラテン語圏（ロマンシュ語、ロンバルト語など））と隣接する。地域圏としてはバーデン地方とシュヴァーベン地方の中間部に属する。
アルプス山脈のスキーリゾートとして有名で、北西にボーデン湖がある。ポーデン湖はライン川水系である。

## 歴史
紀元前500年前後からケルト人が定住していた。紀元前15年、ローマ帝国の支配下に入った。260年にフランケン地方を含むライン川上流にいたアレマン人の侵略を受け、ケルト人・ボイイ人・ローマ人との混血を繰り返して、450年ころには「フォアアールベルク人」が形成された。
843年のカロリング朝の東フランク王国（フランク王国）の支配を経て、14世紀には、神聖ローマ帝国（オーストリア帝国またはオーストリア＝ハンガリー帝国）のハプスブルク家の傘下に属し、隣接するリヒテンシュタイン家とも繋がりをもった。
このようなアレマン人の地域としての歴史的・文化的背景から、オーストリア帝国の解体および第一次世界大戦前後にオーストリアからの離脱とスイス連邦加盟を州議会で決議したが、サン＝ジェルマン条約に基づいてスイス連邦加盟は拒否された。
現在はスイスやリヒテンシュタイン、ドイツから多くの観光客などが来訪し、相互の交流がある。

## 言語
バイエルン・オーストリア語が多い他のオーストリアの各州とは異なり、スイスのドイツ語圏とリヒテンシュタインと同様にアレマン語系の方言が話されており、北部は低地アレマン語に属するボーデン湖アレマン語、中・南部は高地アレマン語、最高地アレマン語などが地域ごとに話されている。これらを総称してフォアアールベルク語（オーストリアアレマン語）とも呼ばれる。

## 民族・宗教
アレマン系のフォアアールベルク人とイタリア系が多数を占める。2001年のオーストリア統計「Statistik Austria」によると、宗教はローマ・カトリック教会が78%、プロテスタントの一派の福音主義教会が2.2%である。そのほか、イスラム教を信仰するトルコ人が8.4%を占めている。
2015年の統計によると、フォアアールベルク州においてローマ・カトリック教会の信徒は241.037 人で全住民比で64%である。
福音主義教会信徒は本拠地をアウクスブルクにあるルター派のオーストリア福音主義教会アウクスブルク信仰告白派、第二スイス信仰告白派（改革派教会）に属している。アウクスブルク信仰告白派の教会共同体はクラインヴァルサータール地方のミッテルベルク（ブレゲンツ郡）にあるヒルシュエック・クロイツ教会のみである。このヒルシュエック・クロイツ教会はアンシュルス以降ドイツ側のバイエルン福音ルター派教会に属することになったが、オーストリア人福音主義信徒を教会員にしている。第二スイス信仰告白派の改革派教会共同体はブルーデンツ、ブレゲンツ、ドルンビルン、フェルトキルヒにある。

## 政治
フォアアールベルク州の地方自治体の財政はおおむね、いまだに「ハルツ改革」（シュレーダー改革とも）によって不況にあえぐドイツとは対照的に、好調な経済状況を背景にして余裕があり、恵まれている。そのため、ドイツからの移住者も多い。
州内では中世以来の保守系労働組合が組織され、特に製造業は中道右派を支持している。36議席からなる州議会では中道右派のオーストリア国民党が長らく絶対多数を占め続けてきたが、2014年以降は過半数を割る状況にあり、連立政権を余儀なくされている。
直近の州議会議員選挙は2024年10月13日に行われ、州知事マルクス・ヴァルナーが属するオーストリア国民党（ÖVP）が得票率38.30%で15議席を獲得、第一党の地位を維持した。以下、オーストリア自由党（FPÖ）が得票率28.00%で11議席、緑の党（Grüne）が得票率12.43%で4議席、オーストリア社会民主党（SPÖ）が得票率9.06%で3議席、新オーストリア党 (NEOS) が得票率8.93%で3議席を獲得した。投票率は68.11%だった。

## 地方行政
フォアアールベルク州は4つの郡（Bezirk; 行政管区とも）に分けられる。郡は自治体ではなく、行政事務を処理する州の出先機関である。郡の下には合計96の基礎自治体（ゲマインデ）が置かれており、うち5自治体が市（Stadtgemeinde）、12自治体が町（Marktgemeinde; 市場町）の指定を受けている。

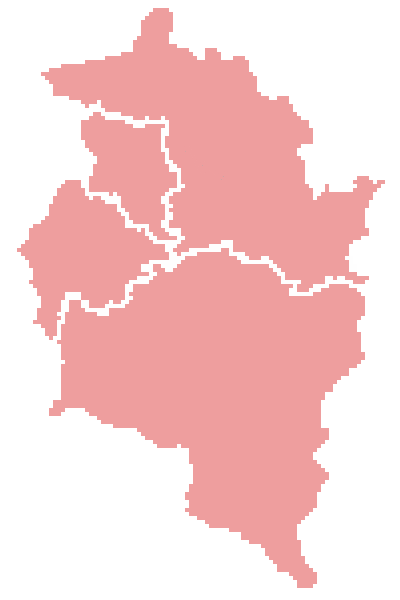
フォアアールベルク州各郡の位置

| ナンバープレート | 郡名             | 位置 | 郡庁所在地     | 面積 （km2） | 人口 （2020年1月1日） | 人口密度 | 自治体数 |
| ---------------- | ---------------- | ---- | -------------- | ------------ | --------------------- | -------- | -------- |
| B                | ブレゲンツ郡     |      | ブレゲンツ     | 863.34       | 134,987               | 156      | 40       |
| BZ               | ブルーデンツ郡   |      | ブルーデンツ   | 1,287.52     | 64,107                | 50       | 29       |
| DO               | ドルンビルン郡   |      | ドルンビルン   | 172.37       | 89,912                | 521      | 3        |
| FK               | フェルトキルヒ郡 |      | フェルトキルヒ | 278.26       | 108,133               | 389      | 24       |

## シンボル

州旗
州の政府旗
州章